# Зелинская, Елена Константиновна
Елена Константиновна Зелинская (род. 29 сентября 1954, Ленинград) — советский, российский журналист, писатель и общественный деятель, президент Общероссийской общественной организации работников СМИ «МедиаСоюз» (с июля 2014). Живет в Черногории.

## Биография
Родилась в Ленинграде, в 1987 году окончила факультет журналистики Ленинградского государственного университета.
Печаталась в ленинградских журналах самиздата «Часы», «Митин журнал», «ДиМ». Была членом «Клуба-81». Издавала самиздатовский журнал «Меркурий». 
В 1991 году создала информационно-рекламную группу компаний «Северо-Запад», издающую 2 журнала и 6 газет в Санкт-Петербурге. С момента основания до настоящего времени является председателем совета директоров группы.
Была в числе организаторов клуба «Перестройка» — дискуссионной площадки московской и ленинградской общественности.
В содружестве с коллегами основала две общественные организации — «Лига журналистов Санкт-Петербурга» (1997 год) и «Северо-Западная ассоциация СМИ» (2000 год).
В 2001 году избрана вице-президентом Общероссийской общественной организации работников СМИ «МедиаСоюз». С 2014 года — президент организации.
В 2006 году рекомендована к утверждению в качестве члена Общественной палаты РФ Указом Президента РФ от 28 сентября 2005 года № 1138. Являлась заместителем председателя Комиссии Общественной палаты РФ первого состава (2006—2008 год) по коммуникациям, информационной политике и свободе слова в средствах массовой информации. Являлась заместителем председателя Комиссии Общественной палаты РФ второго состава (2008—2010 год) по сохранению культурного и духовного наследия, куда была избрана уже утверждёнными членами организации от Общероссийской организации «МедиаСоюз».
С 2009 года — ведущая программы «Перекрестный допрос» на радиостанции Голос России. 
В 2011—2013 годах в эфире телеканала «Санкт-Петербург» вела программу «Непотерянный Петербург».
С 2013 года — ведущая программы «В поисках смысла», которая выходит в эфире телеканала Спас.
Член фонда Фонда Возвращение.
Колонки автора выходят в журналах Фома, Русский репортёр, Итоги, в газетах Аргументы и факты, Московский комсомолец, на сайтах Взгляд, Православие и мир, повести публиковались в журналах Знамя и Звезда.
С 2016 года живёт и работает на Балканах, занимается сербско-русскими проектами и историей первой русской эмиграции.

### Художественные произведения
- На реках Вавилонских: Роман. — М.: Фантастическая литература, 2012[5].
- Дом с видом на Корфу. — СПб.: Амфора, 2014. — (Время путешествий. Европа).
  - Дом с видом на Корфу,-ΜΑΥΡΟΓΕΝΗΣ ΑΕ,Салоники, 2017
- Долгая память: Повести и рассказы.:, Москва, "Дар", 2016
- Jабука са jабуке (серб.). — Белград: Албатрос плус, 2016. — 441 с. — ISBN 9788660812355.
- Тени на моей улице.: литературно-художественное издание, -СПБ, "Студия успеха", 2018
  - Сенке моjе улице (серб.). — Белград: Албатрос плус, 2020. — 170 с. — ISBN 9788660813321.

- Рим — Петербург: сборник рассказов.; - СПБ:, "Петробук", 2019
- Европа за моим окном: рассказы.; Москва, "Вече", 2019
- Балканский декамерон. — Москва: Даръ, 2022. — 224 с. — ISBN 978-5-485-00682-2.

### Нехудожественные произведения
- Общественная жизнь Ленинграда в годы перестройки 1985—1991.: Санкт-Петербург, Серебряный век, 2009
- Форель в Кордильерах: Сборник статей 2009—2015, Северо-Запад, 2015
- Моя прекрасная Сербия. — Москва.:"Вече", 2018 -Научно-популярное издание
- Моя вкусная Сербия. - Москва.:"Вече, 2019 - Научно- популярное издание
- Блокадная книга. Жёлтый снег, Москва., Вече, 2019
- Моя здоровая Сербия. - Москва.:"Вече", 2021 - Научно- популярное издание
  - Моjа здрава Србиjа (серб.). — Белград: Службени гласник, 2021. — 296 с. — ISBN 978-86-519-2734-1.
- Руско-српски разговорник / Русско-сербский разговорник. 50 корисних дијалога (серб.). — Белград: Службени гласник, 2022. — 112 с. — ISBN 978-86-519-2844-7.
- Последних русских видели в Белграде. - Kust Press, Литва, 2024